# Thrauste medinillae
Thrauste medinillae är en svampart som först beskrevs av Marjan Raciborski, och fick sitt nu gällande namn av Ferdinand Theissen 1916. Thrauste medinillae ingår i släktet Thrauste och familjen Englerulaceae.   Inga underarter finns listade i Catalogue of Life.